# Luciano Santolini
Luciano Santolini (ur. 13 lutego 1953) – sanmaryński strzelec, olimpijczyk. 
Brał udział w igrzyskach olimpijskich w 1984 roku (Los Angeles). Wystąpił tylko w trapie, w którym zajął 31. miejsce ex aequo z Włochem, Daniele Cionim.

## Wyniki olimpijskie
| Igrzyska | Konkurencja | Wynik       | Miejsce     | Źródło |
| -------- | ----------- | ----------- | ----------- | ------ |
| IO 1984  | Trap        | 178 punktów | 31T (na 70) | [ 1 ]  |